# Germanistique
La germanistique (Germanistik) — discipline appelée les Études germaniques dans l'université française — consiste principalement en l'étude de la langue et de la littérature allemandes au niveau des études supérieures. Par extension, la discipline (nommée Germanistik en allemand) étudie l'histoire des langues germaniques et  des différentes littératures de l'aire germanophone concernées. En France, la germanistique étudie aussi la culture allemande en général.

## Définition et histoire
Il faut distinguer la Germanistik telle qu'elle est étudiée en Allemagne et la « germanistique » française.
En Allemagne, la Germanistik est, depuis environ les années 1860, la « discipline philologique qui a pour objet l'étude de la littérature et de la langue allemande ». 
La « germanistique » (ou « études germaniques ») en France, discipline ayant pour objet « l'étude de la littérature et de la culture allemande », apparaît plus tard, seulement « à l'extrême fin du XIXe siècle » selon Élisabeth Décultot. Cette apparition tardive de la discipline tient à « la situation longtemps marginale de l'enseignement de la langue allemande dans les lycées français ».

### GermanistetGermanistiken Allemagne
Dans son histoire, la Germanistik serait à relier au terme de Germanist: au XVIIIe siècle, un Germanist est un « spécialiste du droit germanique ». À partir de 1846, quand a lieu le « “rassemblement des germanistes” de Francfort-sur-le-Main (Germanistenversammlung) », le sens du mot s'étend : les « germanistes » allemands sont des « spécialistes de l'histoire et de la littérature allemande ancienne ». Dans les années 1840-1850, un sens plus étroit apparaît : un « germaniste » est désormais un « spécialiste de la philologie allemande ».
La discipline s'est vraiment institutionnalisée avec la réforme universitaire opérée par Wilhelm von Humboldt, fondateur en 1809 de l'Université de Berlin. Élisabeth Décultot considère que « la germanistique a joué un rôle considérable dans la construction de l'identité nationale » et qu'elle a longtemps joui d'un grand prestige, autant dans l'université que dans la société. Jusque 1950-1960, c'est « une pièce maîtresse des sciences humaines en Allemagne ».

### Enseignement de l'allemand et «études germaniques» en France
L'enseignement de l'allemand est pratiquement absent au lycée jusqu'en 1830. À partir de 1866, une réforme de Victor Duruy ouvre à un enseignement plus important des langues vivantes. L'agrégation d'allemand, créée en 1849, supprimée en 1851, est rétablie en 1865. Toutefois, aucune chaire ne se trouve « réservée aux études germaniques à l'université ».
La situation change en 1871 avec la défaite de la France et « l'obsession de la revanche face à la Prusse ». L'enseignement de l'allemand s'accroît : en 1914, l'allemand est devenue « la première langue vivante enseignée aux lycéens français ». Le changement se répercute dans l'enseignement supérieur du fait que « l'université allemande » apparaît comme « responsable de la victoire de la Prusse » aux yeux de nombreux universitaires français. En 1901 est créée à la Sorbonne une première chaire de langue et de littérature allemande pour Ernest Lichtenberger. Mais la discipline proprement dite est fondée à partir de 1904 par Charles Andler et Henri Lichtenberger.

## Dans l'histoire du droit
La germanistique juridique est une branche des études sur le peuple germanique active du XVIe siècle au XXe siècle, qui s'est attachée à retracer l'histoire d'un droit germanique supposément enraciné dans l'esprit du peuple allemand. L'ouvrage de 1643 de Hermann Conring est généralement présenté comme le fondement de cette école. Toutefois, celle-ci s'est principalement cristallisée au début du XIXe siècle à travers son opposition aux tenants de l'étude du droit romain – dite romanistique juridique – au sein de l'école historique du droit,. Un de ses représentants emblématiques est alors Jacob Grimm, bien que Karl von Amira (de) ait aussi joué un rôle, notamment avec son commentaire du miroir des Saxons. Le second temps important de la germanistique juridique est son rôle en tant que caution historique au sein du droit nazi. Un universitaire notable de la discipline durant cette période est Hans Planitz (de). Après la défaite du Troisième Reich, cette école est tombée en désuétude. Il lui est aujourd'hui principalement reproché de céder au Germanenmythos (de).